# Songs About Jane
Albums de Maroon 5
1.22.03.Acoustic
(2004)
Songs about Jane est le premier album du groupe Maroon 5, sorti en 2002. Le groupe enregistre Songs about Jane au studio Rumbo Recorders de Los Angeles, avec le producteur Matt Wallace, qui a travaillé avec Train, Blues Traveler, Kyle Riabko et Third Eye Blind. Après la sortie de l'album mi-2002, le groupe part en tournée avec Michelle Branch et Nikka Costa. Au début de l'été 2003, ils participent aux concerts de Graham Colton, John Mayer ou encore Counting Crows. En août 2005, le groupe fut la première partie des Rolling Stones. 
La plupart des titres du premier album de Maroon 5 sont directement inspirés de la relation tumultueuse d'Adam Levine avec son ex-petite amie, Jane : "Nous avons rompu au moment où le groupe rentrait en studio" a-t-il expliqué. "Après avoir sélectionné une série de titres, nous avons décidé d'intituler l'album Songs about Jane, cela semblait le titre le plus approprié."
Le premier single "Harder to Breathe" fut progressivement diffusé sur les ondes, ce qui aida à doper les ventes de l'album. Au mois de mars 2004, l'album atteignit le top 20 du Billboard 200, et "Harder to Breathe" était dans le top 20 du classement Billboard Hot 100 des singles. en Août 2005, l'album atteignit sa meilleure place, en étant classé 6e du Billboard 200, 26 mois après sa sortie ! (c'est la durée la plus longue entre la sortie d'un album et son entrée au top 10 depuis Nielsen Soundscan en 1991). Songs about Jane entra aussi dans le top 10 australien tandis que "Harder to Breathe" entrait dans le top 20 des singles au Royaume-Uni, et au top 40 en Australie et Nouvelle-Zélande. L'album finit par attendre la première place au Royaume-Uni et en Australie. Le second single, This Love, fit également partie des Top 10 US et australien, et même des Top 3 anglais et hollandais. Le troisième single, "She will be loved", fut numéro 5 aux États-Unis et au Royaume-Uni, et numéro 1 en Australie. Le quatrième single, "Sunday Morning", fut également classé dans le top 40.

Le Grammy Award de la Révélation de l'Année 2005 est décerné au groupe, et l'album Songs about Jane devient successivement disque d'or, de platine puis triple disque de platine dans de nombreux pays anglophones.

## Liste des titres:CD1 - Edition originale 2002
| No  | Titre                          | Durée |
| --- | ------------------------------ | ----- |
| 1.  | Harder to Breathe              | 2:57  |
| 2.  | This Love                      | 3:30  |
| 3.  | Shiver                         | 3:03  |
| 4.  | She Will Be Loved (Radio Edit) | 4:21  |
| 5.  | Tangled                        | 3:22  |
| 6.  | The Sun                        | 4:15  |
| 7.  | Must Get Out                   | 4:03  |
| 8.  | Sunday Morning                 | 4:10  |
| 9.  | Secret                         | 4:59  |
| 10. | Through with You               | 3:05  |
| 11. | Not Coming Home                | 4:25  |
| 12. | Sweetest Goodbye               | 4:34  |

## Liste des titres:CD2 - Réédition 2012
| No  | Titre                                                  | Durée |
| --- | ------------------------------------------------------ | ----- |
| 1.  | Harder to Breathe (Demo)                               | 2:18  |
| 2.  | This Love (Demo)                                       | 3:22  |
| 3.  | Shiver (Demo)                                          | 3:10  |
| 4.  | She Will Be Loved (Demo)                               | 3:09  |
| 5.  | Tangled (Demo)                                         | 2:44  |
| 6.  | The Sun (Demo)                                         | 3:23  |
| 7.  | Must Get Out (Demo)                                    | 3:17  |
| 8.  | Sunday Morning (Demo)                                  | 4:12  |
| 9.  | Secret (Demo)                                          | 4:10  |
| 10. | Through with You (Demo)                                | 3:23  |
| 11. | Not Coming Home (Demo)                                 | 3:52  |
| 12. | Sweetest Goodbye (Demo)                                | 3:30  |
| 13. | Take What You Want (Demo)                              | 2:26  |
| 14. | Rag Doll (Original Demo / Non-LP International B-Side) | 5:29  |
| 15. | Woman (Demo)                                           | 4:05  |
| 16. | Chilly Winter (Demo)                                   | 2:56  |
| 17. | The Sun (Alternate Mix)                                | 4:16  |

## Classement
| Classement                          | Sondeur                            | Meilleure position | Certification | Vente approximation |
| ----------------------------------- | ---------------------------------- | ------------------ | ------------- | ------------------- |
| U.S. Billboard 200                  | Billboard/RIAA                     | 6                  | 4x Platinum   | 4.3 million         |
| U.S. Billboard Top Internet Albums  | Billboard/RIAA                     | 6                  | 4x Platinum   | 4.3 million         |
| U.S. Billboard Comprehensive Albums | Billboard/RIAA                     | 6                  | 4x Platinum   | 4.3 million         |
| U.S. Billboard Heatseekers          | Billboard/RIAA                     | 1                  | 4x Platinum   | 4.3 million         |
| U.S. Billboard Top Pop Catalog      | Billboard/RIAA                     | 1                  | 4x Platinum   | 4.3 million         |
| European Albums Chart               | IFPI                               | N/A                | 2x Platinum   | 2 million           |
| Australian Albums Chart             | ARIA                               | 1                  | 5x Platinum   | 350,000+            |
| Austrian Albums Chart               | Media Control                      | 7                  | Gold          | 20,000+             |
| Brazilian Albums Chart              | ABPD                               | N/A                | Gold          | 50,000+             |
| Canadian Albums Chart               | Nielsen SoundScan                  | 3                  | 3x Platinum   | 300,000+            |
| Dutch Albums Chart                  | NVPI/Megacharts                    | 2                  | Platinum      | 70,000+             |
| Finnish Albums Chart                | GLF                                | N/A                | Gold          | 20,000+             |
| French Albums Chart                 | SNEP/IFOP                          | 1                  | 2x Gold       | 290,000             |
| German Albums Chart                 | Media Control                      | 5                  | Platinum      | 200,000+            |
| Japanese Albums Chart               | Oricon                             | N/A                | 2x Platinum   | 500,000+            |
| Mexican Albums Chart                | AMPROFON                           | N/A                | Platinum      | 100,000+            |
| New Zealand Albums Chart            | RIANZ                              | 1                  | 5x Platinum   | 75,000+             |
| Norwegian Albums Chart              | VG Nett                            | 3                  | Gold          | 20,000+             |
| Swedish Albums Chart                | GLF                                | 4                  | Gold          | 30,000+             |
| Swiss Albums Chart                  | Media Control                      | 12                 | Gold          | 20,000+             |
| UK Albums Chart                     | BPI/The Official UK Charts Company | 1                  | 6x Platinum   | 1,868,548           |